# Juan Irarrázaval
Juan Eduardo Irarrázaval Rossel (Santiago, 23 de junio de 1983) es un egresado de derecho y político chileno del Partido Republicano. Desde el 11 de marzo de 2022 ejerce como diputado por el Distrito 14 en la Región Metropolitana. Anteriormente se desempeñó como concejal de la comuna de Calera de Tango.

## Biografía
Es hijo de Gabriel Irarrázaval Ossa y de María Cecilia Rossel Fernández. Está casado con María Josefina Gaete Prieto. Con hijos. 
Egresó de enseñanza media del Liceo Poetisa Gabriela Mistral de Calera de Tango en el año 2002. Es licenciado en derecho de la Facultad de Derecho de la Universidad de Chile donde realizó su tesis de licenciatura: "Elementos de la persona en la justicia constitucional". Antes realizó el Servicio Militar en el Regimiento de Ingenieros de Puente Alto.
Trabajó con José Antonio Kast desde sus años como diputado por el distrito 30, que abarcaba las comunas provincia del Maipo. Ingresó a militar a la Unión Demócrata Independiente (UDI) siendo candidato a concejal por Calera de Tango en las elecciones municipales de 2008, donde no resultó electo. Se presentó nuevamente en 2012, logrando la elección. 
Dejó la UDI y se trasladó al Partido Republicano fundado por Kast. En las elecciones parlamentarias de 2021 se presentó como candidato a diputado por el Distrito 14, que comprende  las comunas de Alhué, Buin, Calera de Tango, Curacaví, El Monte, Isla de Maipo, María Pinto, Melipilla, Padre Hurtado, Paine, Peñaflor, San Bernardo, San Pedro y Talagante, dentro de la lista del Frente Social Cristiano. Fue elegido tras obtener 13.248 votos, equivalentes a un 4,06 % del total de sufragios válidamente emitidos.